# Lista de primeiras-damas do estado do Rio Grande do Sul
Esta é a lista que reúne as primeiras-damas e os primeiros-cavalheiros do estado do Rio Grande do Sul.
O termo é usado pelo cônjuge do(a) governador(a) do Rio Grande do Sul quando este(a) está exercendo os plenos direitos do cargo. Em uma ocasião especial, o título pode ser aplicado a outra pessoa, quando o(a) governador(a) é solteiro(a) ou viúvo(a). O atual primeiro-cavalheiro é Thalis Bolzan, marido do 39.º e 41.º governador gaúcho Eduardo Leite.
| Nº                                  | Nome                                                 | Imagem                              | Início do mandato       | Fim do mandato          | Governador(a)                                         | Notas e Referências                          |
| ----------------------------------- | ---------------------------------------------------- | ----------------------------------- | ----------------------- | ----------------------- | ----------------------------------------------------- | -------------------------------------------- |
| 1                                   | Maria Rita Fernandes Pinheiro Viscondessa de Pelotas |                                     | 15 de novembro de 1889  | 11 de fevereiro de 1890 | José Antônio Correia da Câmara 2º Visconde de Pelotas |                                              |
| 2                                   | Ana do Vale e Almeida                                |                                     | 11 de fevereiro de 1890 | 6 de maio de 1890       | Júlio Frota                                           |                                              |
| 3                                   | Maria dos Prazeres Amor                              |                                     | 6 de maio de 1890       | 13 de maio de 1890      | Francisco da Silva Tavares                            |                                              |
| 4                                   | Maria José Lobo                                      |                                     | 13 de maio de 1890      | 24 de maio de 1890      | Carlos Machado de Bittencourt                         |                                              |
| 5                                   | Raimunda Maria da Conceição                          |                                     | 24 de maio de 1890      | 16 de março de 1891     | Cândido José da Costa                                 |                                              |
| 6                                   | Matilde Barreto Pereira                              |                                     | 16 de março de 1891     | 15 de julho de 1891     | Fernando Abbott                                       |                                              |
| 7                                   | Honorina de Castilhos                                |                                     | 15 de julho de 1891     | 12 de novembro de 1891  | Júlio de Castilhos                                    |                                              |
| Vago; junta governativa gaúcha.     | Vago; junta governativa gaúcha.                      | Vago; junta governativa gaúcha.     | 12 de novembro de 1891  | 8 de junho de 1892      | Junta governativa gaúcha de 1891                      |                                              |
| 8                                   | Maria Rita Fernandes Pinheiro Viscondessa de Pelotas |                                     | 8 de junho de 1892      | 17 de junho de 1892     | José Antônio Correia da Câmara 2º Visconde de Pelotas |                                              |
| 9                                   | Honorina de Castilhos                                |                                     | 17 de junho de 1892     | 17 de junho de 1892     | Júlio de Castilhos                                    |                                              |
| 10                                  | Sarah Amelia de Chermont                             |                                     | 17 de junho de 1892     | 27 de setembro de 1892  | Vitoriano Monteiro                                    |                                              |
| 11                                  | Matilde Barreto Pereira                              |                                     | 27 de setembro de 1892  | 25 de janeiro de 1893   | Fernando Abbott                                       |                                              |
| 12                                  | Honorina de Castilhos                                |                                     | 25 de janeiro de 1893   | 25 de janeiro de 1898   | Júlio de Castilhos                                    |                                              |
| 13                                  | Carlinda Gonçalves Borges                            |                                     | 25 de janeiro de 1898   | 25 de janeiro de 1908   | Borges de Medeiros                                    |                                              |
| 14                                  | Carolina Cardoso de Brum                             |                                     | 25 de janeiro de 1908   | 25 de janeiro de 1913   | Carlos Barbosa Gonçalves                              |                                              |
| 15                                  | Carlinda Gonçalves Borges                            |                                     | 25 de janeiro de 1913   | 25 de janeiro de 1928   | Borges de Medeiros                                    |                                              |
| 16                                  | Darcy Vargas                                         |                                     | 25 de janeiro de 1928   | 9 de outubro de 1930    | Getúlio Vargas                                        | [ 2 ]                                        |
| 17                                  | Delminda Aranha                                      |                                     | 9 de outubro de 1930    | 27 de outubro de 1930   | Osvaldo Aranha                                        | [ 3 ]                                        |
| 18                                  | Dejanira Medeiros Saldanha                           |                                     | 27 de outubro de 1930   | 28 de novembro de 1930  | Sinval Saldanha                                       |                                              |
| 19                                  | Irene Guerra Flores da Cunha                         |                                     | 28 de novembro de 1930  | 16 de outubro de 1937   | José Flores da Cunha                                  | [ 4 ]                                        |
| 20                                  | Odete Cerqueira Daltro                               |                                     | 17 de outubro de 1937   | 19 de janeiro de 1938   | Manuel de Cerqueira Daltro Filho                      |                                              |
| 21                                  | Maria Guimarães Cardoso                              |                                     | 19 de janeiro de 1938   | 4 de março de 1938      | Maurício Cardoso                                      |                                              |
| 22                                  | Avany Cordeiro de Farias                             |                                     | 4 de março de 1938      | 4 de setembro de 1943   | Cordeiro de Farias                                    | [ 5 ]                                        |
| 23                                  | Fabíola Pinto Dornelles                              |                                     | 11 de setembro de 1943  | 1º de novembro de 1945  | Ernesto Dornelles                                     | [ 6 ]                                        |
| não encontrado.                     | não encontrado.                                      | não encontrado.                     | 1º de novembro de 1945  | 7 de fevereiro de 1946  | Samuel Figueiredo da Silva                            |                                              |
| 24                                  | Anita Rosa                                           |                                     | 7 de fevereiro de 1946  | 26 de março de 1947     | Cylon Rosa                                            |                                              |
| 25                                  | Ana Niederauer Jobim                                 |                                     | 26 de março de 1947     | 31 de janeiro de 1951   | Walter Jobim                                          | [ 7 ]                                        |
| 26                                  | Fabíola Pinto Dornelles                              |                                     | 31 de janeiro de 1951   | 25 de março de 1955     | Ernesto Dornelles                                     | [ 6 ]                                        |
| 27                                  | Judite de Melo Meneghetti                            |                                     | 25 de março de 1955     | 25 de março de 1959     | Ildo Meneghetti                                       |                                              |
| 28                                  | Neusa Goulart Brizola                                |                                     | 25 de março de 1959     | 25 de março de 1963     | Leonel Brizola                                        | [ 8 ]                                        |
| 29                                  | Judite de Melo Meneghetti                            |                                     | 25 de março de 1963     | 12 de setembro de 1966  | Ildo Meneghetti                                       |                                              |
| 30                                  | Stella Aloise Barcellos                              |                                     | 12 de setembro de 1966  | 15 de março de 1971     | Walter Peracchi Barcellos                             | [ 9 ]                                        |
| 31                                  | Neda Ungaretti Triches                               |                                     | 15 de março de 1971     | 15 de março de 1975     | Euclides Triches                                      | [ 10 ]                                       |
| 32                                  | Ecléa Fernandes Guazzelli                            |                                     | 15 de março de 1975     | 15 de março de 1979     | Sinval Guazzelli                                      | [ 11 ]                                       |
| 33                                  | Miriam Gonçalves de Souza                            |                                     | 15 de março de 1979     | 15 de março de 1983     | Amaral de Souza                                       |                                              |
| 34                                  | Dioneia Soares                                       |                                     | 15 de março de 1983     | 15 de março de 1987     | Jair Soares                                           | [ 12 ]                                       |
| 35                                  | Ivete Simon                                          |                                     | 15 de março de 1987     | 2 de abril de 1990      | Pedro Simon                                           |                                              |
| 36                                  | Ecléa Fernandes Guazzelli                            |                                     | 2 de abril de 1990      | 15 de março de 1991     | Sinval Guazzelli                                      | [ 11 ]                                       |
| 37                                  | Neuza Canabarro                                      |                                     | 15 de março de 1991     | 1 de janeiro de 1995    | Alceu Collares                                        | [ 13 ]                                       |
| 38                                  | Wolia Costa Manso                                    |                                     | 1 de janeiro de 1995    | 1 de janeiro de 1999    | Antônio Britto                                        | [ 14 ]                                       |
| 39                                  | Judite Dutra                                         |                                     | 1 de janeiro de 1999    | 1 de janeiro de 2003    | Olívio Dutra                                          | [ 15 ]                                       |
| 40                                  | Cláudia Elisa Rigotto                                |                                     | 1 de janeiro de 2003    | 1 de janeiro de 2007    | Germano Rigotto                                       | [ 16 ]                                       |
| —                                   | Carlos Crusius                                       |                                     | 1 de janeiro de 2007    | 23 de fevereiro de 2009 | Yeda Crusius                                          | 1.º Primeiro-cavalheiro do Rio Grande do Sul |
| Vago; a governadora era divorciada. | Vago; a governadora era divorciada.                  | Vago; a governadora era divorciada. | 23 de fevereiro de 2009 | 1 de janeiro de 2011    | Yeda Crusius                                          | [ 18 ]                                       |
| 41                                  | Sandra Genro                                         |                                     | 1 de janeiro de 2011    | 1 de janeiro de 2015    | Tarso Genro                                           | [ 19 ]                                       |
| 42                                  | Maria Helena Sartori                                 |                                     | 1 de janeiro de 2015    | 1 de janeiro de 2019    | José Ivo Sartori                                      | [ 20 ]                                       |
| Vago; o governador era solteiro.    | Vago; o governador era solteiro.                     | Vago; o governador era solteiro.    | 1 de janeiro de 2019    | 31 de março de 2022     | Eduardo Leite                                         | [ 21 ]                                       |
| 43                                  | Sônia Vieira                                         |                                     | 31 de março de 2022     | 1 de janeiro de 2023    | Ranolfo Vieira Júnior                                 | [ 22 ]                                       |
| —                                   | Thalis Bolzan                                        |                                     | 1 de janeiro de 2023    | até a atualidade        | Eduardo Leite                                         | 2.º Primeiro-cavalheiro do Rio Grande do Sul |